# Zbigniew Ilski
Zbigniew Ilski (ur. 16 marca 1970 we Wrocławiu) – polski piłkarz, grający na pozycji obrońcy, pomocnika i napastnika.

## Kariera
Do 1990 roku był piłkarzem Ślęzy Wrocław. Następnie został zawodnikiem Śląsk Wrocław. W klubie tym występował do 1997 roku, rozgrywając 158 ligowych spotkań, z czego 103 w I lidze. Po okresie spędzonym w Śląsku przeszedł do niemieckiego SC Leinefelde 1912, po czym wrócił do Polski, występując w Sparcie Brodnica i Pogoni Świebodzin. W latach 2000–2005 był zawodnikiem Holsteinu Kiel. Karierę zakończył w 2007 roku w TSV Lütjenburg. Następnie pełnił funkcję asystenta trenera w klubach Preetzer TSV i PSV Neumünster.

## Statystyki ligowe
| Sezon         | Klub               | Liga          | Mecze | Gole |
| ------------- | ------------------ | ------------- | ----- | ---- |
| 1989/1990     | Ślęza Wrocław      | III liga      | ?     | ?    |
| 1990/1991     | Śląsk Wrocław      | I liga        | 12    | 0    |
| 1991/1992     | Śląsk Wrocław      | I liga        | 22    | 1    |
| 1992/1993     | Śląsk Wrocław      | I liga        | 29    | 6    |
| 1993/1994     | Śląsk Wrocław      | II liga       | 28    | 3    |
| 1994/1995     | Śląsk Wrocław      | II liga       | 24    | 2    |
| 1995/1996     | Śląsk Wrocław      | I liga        | 24    | 1    |
| 1996/1997     | Śląsk Wrocław      | I liga        | 16    | 1    |
| 1997/1998 (w) | SC Leinefelde 1912 | Thüringenliga | ?     | ?    |
| 1998/1999     | Sparta Brodnica    | III liga      | ?     | ?    |
| 1999/2000 (j) | Pogoń Świebodzin   | III liga      | ?     | ?    |
| 1999/2000 (w) | Holstein Kiel      | Regionalliga  | 2     | 0    |
| 2000/2001     | Holstein Kiel      | Oberliga      | 20    | 3    |
| 2001/2002     | Holstein Kiel      | Regionalliga  | 26    | 0    |
| 2002/2003     | Holstein Kiel      | Regionalliga  | 34    | 1    |
| 2003/2004     | Holstein Kiel      | Regionalliga  | 26    | 2    |
| 2004/2005     | Holstein Kiel (A)  | Oberliga      | 22    | 0    |
| 2005/2006 (j) | Holstein Kiel (A)  | Oberliga      | 1     | 0    |
| 2005/2006 (w) | FC Kilia Kiel      | Verbandsliga  | ?     | ?    |
| 2006/2007 (j) | FC Kilia Kiel      | Verbandsliga  | ?     | ?    |